# Holcosus septemlineatus
Espèce
Synonymes
- Ameiva septemlineata Duméril, 1851
- Ameiva sex-scutata Günther, 1859

Holcosus septemlineatus est une espèce de sauriens de la famille des Teiidae.

## Répartition
Cette espèce se rencontre :
- en Colombie ;
- en Équateur.

## Publication originale
- Duméril & Duméril, 1851 : Catalogue méthodique de la collection des reptiles du Muséum d'Histoire Naturelle de Paris. Gide et Baudry/Roret, Paris, p. 1-224 (« texte intégral »(Archive.org • Wikiwix • Archive.is • Google • Que faire ?)).